# اسفرة
اسفرة (طاجيكية: Исфара, مدينة في صغد شمال طاجيكستان، وواقعة في الحدود مع قيرغيزستان. عدد سكانها 40,600 (تعداد 2008). هذه المدينة هي عاصمة ناحية اسفرة.

## تاريخ
اسفرة هي من أقدم البلدان في آسيا الوسطى, كان اسمها قديما 'اسبارا. ذكرت المدينة في تاريخ الطبري في القرن العاشر من الميلاد، عندما كان من المهم التوقف في الجانب الأعلى من طريق الحرير، تمتاك الكدينة ضريحا من هذه الحقبة، وهو ضريح حزراتي شاووه، المصنوع من الخشب المنحني النادر في مناطق آسيا الوسطى. خلال القرنين 11 و 12 من الميلاد تطور اقتصاد المدينة. بابر (1482-1530) سمى اسفرة منطقة أساسية للقطاع. وفي القرن 16 العشر من الميلاد شهدت إنشاء المباني العملاقة العامة كالمساجد والمدارس، في اسفرة. في القرن 17 من الميلاد أصبحت المنطقة جزءاً من خانات خوقند.

## جغرافيا
تقع اسفرة في بين بالقرب من حدود ثلاث دول مستقلة طاجيكستان، أوزبكستان، قرغيرستان، ترتفع 863 متر عن سطح البحر، ومساحتها تبلغ 832 كم².

## السكان
معظم سكان اسفرة هم من الطاجيك.
| السنة | التعداد | النوع      |
| ----- | ------- | ---------- |
| 1989  | 34,500  | إحصاء رسمي |
| 2000  | 37,000  | إحصاء رسمي |
| 2008  | 40,600  | يقدر       |

## الدخل
هناك ما يقارب 20 شركة للصناعية في اسفرة متخصصة بإنتاج المعدات الكهربية، الكيميائية والإنتاجات المعدنية، والغذائية وغيرها. وتشتهر اسفره ببساتين البرقوق.